# Diatomeenschlamm

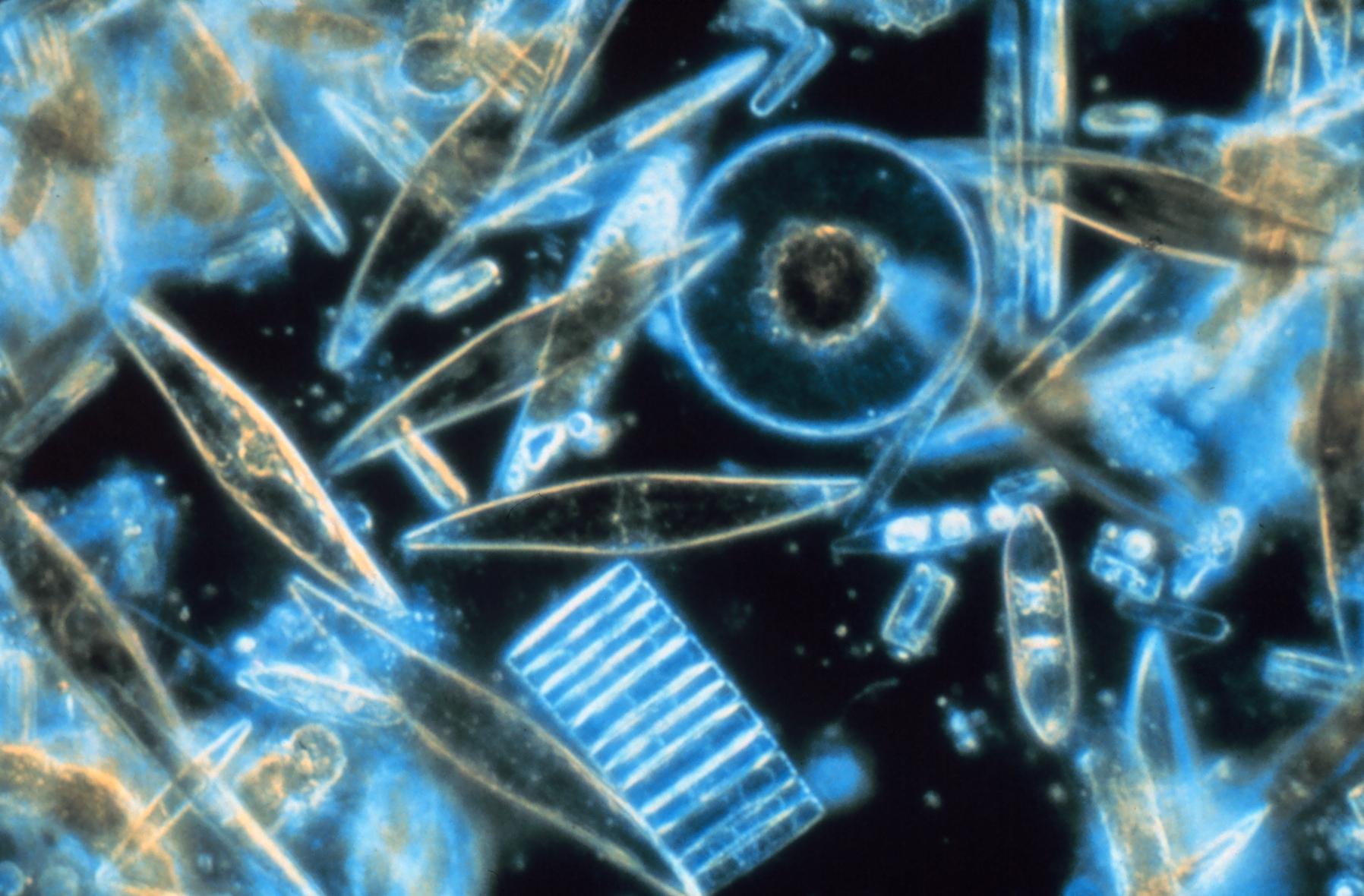
Marine Kieselalgen

Diatomeenschlamm oder Kieselschlamm bezeichnet ein unverfestigtes Sediment in Meeren und Seen, welches sich aus Kieselalgen bzw. deren Schalen- und Skelettresten bildet. Das Sediment kennzeichnet kühle bis kalte Gewässer und ist entsprechend vor allem in arktischen Bereichen oder der Tiefsee in Bereichen von 1.000 bis 4.000 m Tiefe zu finden. Im Bereich von Auftriebsgebieten, in denen kalte, nährstoffreiche Meeresströmungen zu hoher Primärproduktion führen, kann Diatomeenschlamm in küstennahen Flachwasserbereichen als Hauptsediment ausgebildet sein, so etwa vor der durch den Benguelastrom beeinflussten Küstenbereich Namibias.
Diatomeenschlamm bedeckt aktuell etwa 8 Prozent des Meeresbodens, vor allem in einem Gürtel zwischen 60° südlicher und 40 bis 60° nördlicher Breite.

## Bedeutung als Sedimentgestein

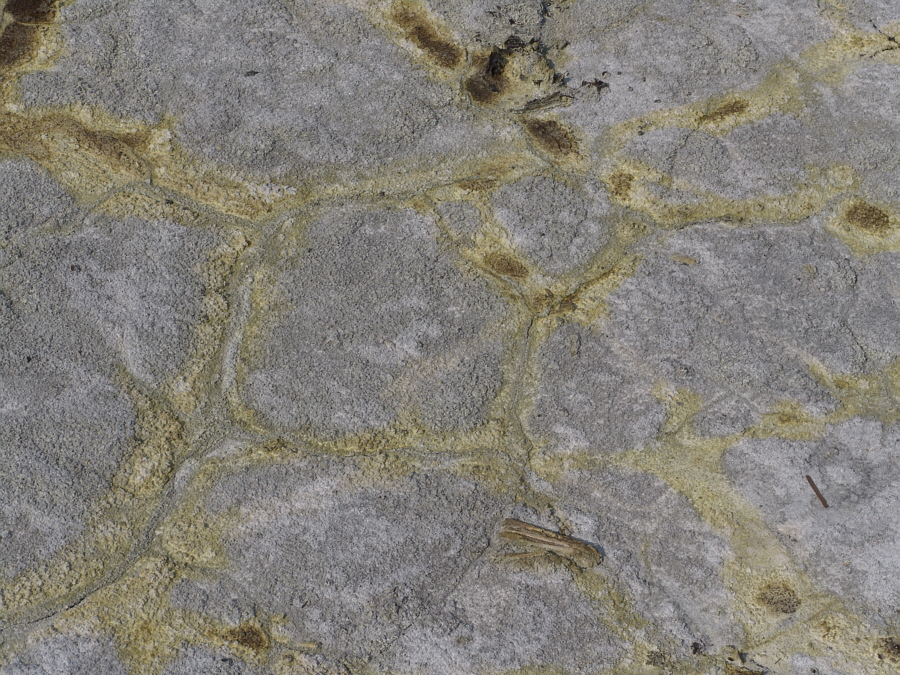
Kieselgurschicht im Naturschutzgebiet Soos in Tschechien

Diatomeenschlamm ist die Vorstufe des Sedimentgesteins Kieselgur, welches entsteht wenn durch die Auflast nachfolgender Sedimente (z. B. Tone) die Algenschichten gepresst und kompaktiert werden. Kieselgur besteht zum größten Teil aus amorphem (nicht-kristallinem) Siliziumdioxid (SiO2) und ist sehr porös. 1 ml reine Kieselgur enthält etwa 1 Mrd. Diatomeenschalen bzw. deren Bruchstücke.